# シーケム
株式会社シーケム（英文社名 C-Chem Co., Ltd.）は、コールタール製品を製造する化学メーカーである。

## 概要
日本製鉄グループの日鉄ケミカル&マテリアルが出資するタール製品メーカーである。日本製鉄の製鉄所でコークスを製造する際に発生するコールタールを蒸留し、タールピッチやナフタレンを始めとするタール製品を製造する。2004年（平成16年）10月に、新日鐵化学（現・日鉄ケミカル&マテリアル）とエア・ウォーター・ケミカル（旧・住金エア・ウォーター。2006年（平成18年）にエア・ウォーターに吸収）のタール事業部門を統合して発足した。2018年（平成30年）10月、日鉄ケミカル&マテリアルの完全子会社となった。
九州工場（福岡県北九州市、八幡製鐵所構内）・広畑工場（兵庫県姫路市、広畑製鐵所構内）・鹿島工場（茨城県鹿嶋市、鹿島製鐵所構内）の3か所の製造拠点を持つ。本社は日鉄ケミカル&マテリアルと同じ東京都日本橋にある。

## 主な製品
- タールピッチ
- ピッチコークス（人造黒鉛電極原料用など）
- ブラックオイル（カーボンブラック原料油）

- クレオソート油
- ナフタレン
- 無水フタル酸